# Olybrius
Anicius Olybrius (n. secolul al V-lea d.Hr., Roma, Regatul Ostrogot⁠(d) – d. 23 octombrie 472 d.Hr.) a fost un împărat al Imperiului Roman de Apus din aprilie sau mai 472 până la moartea sa. 
1. 1 2  Genealogics